# Loxaspilates triumbrata
Loxaspilates triumbrata är en fjärilsart som beskrevs av W. Warren 1895. Loxaspilates triumbrata ingår i släktet Loxaspilates och familjen mätare. Inga underarter finns listade i Catalogue of Life.